# Inga juglandifolia
Inga juglandifolia är en ärtväxtart som beskrevs av Carl Ludwig von Willdenow. Inga juglandifolia ingår i släktet Inga och familjen ärtväxter. Inga underarter finns listade i Catalogue of Life.